# Diócesis de Clonfert
La diócesis de Clonfert (en latín: Dioecesis Clonfertensis, en inglés: Roman Catholic Diocese of Clonfert y en irlandés: Deoise Chluain Fearta) es una circunscripción eclesiástica de la Iglesia católica en la República de Irlanda. Se trata de una diócesis latina, sufragánea de la arquidiócesis de Tuam. Desde el 16 de julio de 2019 su obispo es Michael Gerard Duignan.

## Territorio y organización

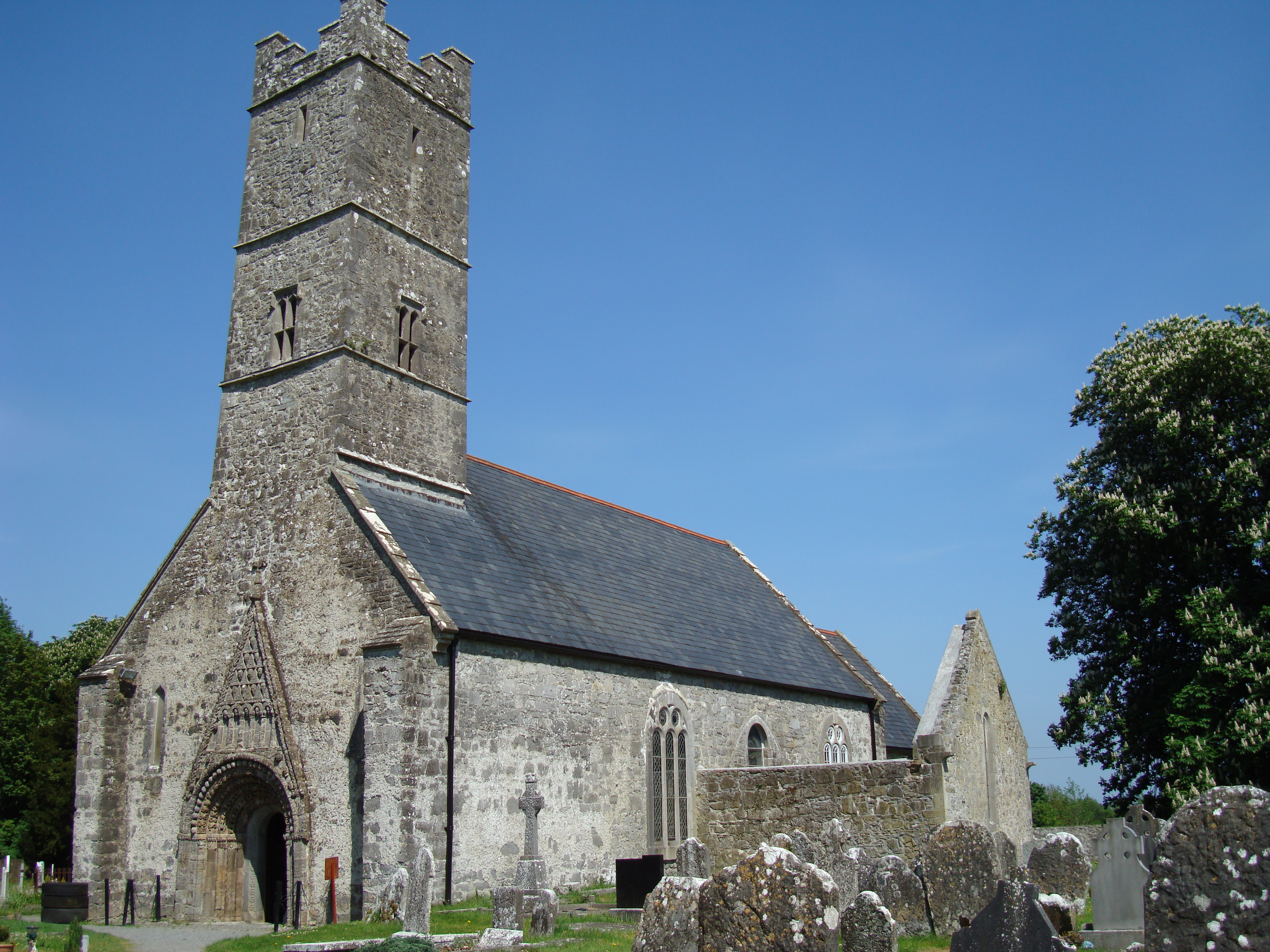
Catedral de San Brandán, en Clonfert, hoy perteneciente a la Iglesia de Irlanda

La diócesis tiene 616 km² y extiende su jurisdicción sobre los fieles católicos de rito latino residentes en la casi totalidad del este del condado de Galway, con una parroquia (Lusmagh) en el condado de Offaly, mientras que las parroquias de Taughmaconnell, Creagh y la media parroquia de Ballinasloe se encuentran en el condado de Roscommon. Este era el antiguo territorio del reino de Uí Maine (Hy-Many), tal como existía cuando se formó la diócesis. De hecho, al obispo de la diócesis a veces se le llamaba obispo de Hy-Many. Las principales ciudades de la diócesis son Ballinasloe, Loughrea y Portumna. Dentro del territorio de la diócesis se halla el enclave de Kilmeen de la parroquia de Leitrim, que pertenece a la arquidiócesis de Tuam.
La sede de la diócesis se encuentra en la ciudad de Loughrea, en donde se halla la Catedral de San Brandán. En Clonfert se encuentra la Catedral de San Brandán, que durante la Reforma anglicana pasó a la Iglesia de Irlanda.
En 2023 en la diócesis existían 24 parroquias agrupadas en 3 decanatos: Loughrea, Ballinasloe y Portumna.

## Historia
La diócesis fue erigida poco después de la mitad del siglo VI por Brandán. Como todas las diócesis irlandesas de la época, la diócesis de Clonfert también tenía jurisdicción tribal, precisamente sobre el clan Hy Many, y una estructura monástica: a la cabeza había un abad, que también dirigía la escuela monástica, pero que no siempre estaba consagrado obispo.
Entre los principales obispos de este período destaca la figura de Comin Foda († 662) que jugó un papel importante en la controversia que agitó a la Iglesia irlandesa en el siglo VII sobre la fijación de la fecha de la Pascua. Escribió un tratado De controversia paschali y hacia el 632 trabajó para la convocatoria de un sínodo en Magh-Lene donde se decidió celebrar la Pascua como en el resto de la Iglesia occidental.
Los sínodos del siglo XII establecieron en Irlanda la organización eclesiástica ya extendida por todo el continente europeo: Clonfert fue mencionada tanto en el Sínodo de Ráth Breasail de 1111 como en el Sínodo de Kells de 1152 que la sometió a la jurisdicción metropolitana de la arquidiócesis de Tuam.
La diócesis prosperó gracias a las ricas donaciones de los miembros del clan Hy Many, hasta tal punto que en 1392 el obispo debía a la Curia romana la suma de 300 florines de oro, mientras que su metropolitano en Tuam debía pagar a Roma sólo 200 florines.
En el último tercio del siglo XIII la diócesis estuvo gobernada por un obispo italiano, Giovanni, durante unos treinta años. Fue uno de los pocos prelados italianos nombrados para una sede irlandesa y también tuvo la tarea de nuncio apostólico y la tarea de recaudar impuestos para las Cruzadas. Según la tradición, su gusto es el responsable de la decoración de la antigua catedral románica de Clonfert, que pasó a manos de los protestantes durante el reinado de Isabel I de Inglaterra. Hasta entonces la reforma querida por Enrique VIII de Inglaterra en 1534 no había impedido que el obispo católico Roland de Burgo, que tenía fuertes conexiones políticas, mantuviera su sede con todos sus ingresos hasta su muerte en 1580, aunque había jurado el Acta de Supremacía real en 1538. Roland de Burgo fue confirmado por el rey protestante Eduardo VI de Inglaterra el 24 de octubre de 1541, luego reconoció la autoridad del papa nuevamente durante el reinado de la reina católica María I de Inglaterra, pero finalmente volvió a jurar la supremacía real con la reina Isabel I. La sucesión anglicana continuó con el nombramiento de Stephen Kirwan el 24 de mayo de 1582 y en 1625 la diócesis se fusionó para formar la actual diócesis de Clonfert y Kilmacduagh de la Iglesia de Irlanda.
Posteriormente, sin embargo, la diócesis católica de Clonfert sufrió un período de persecución, que resultó en largos períodos de vacancia a lo largo del siglo XVII hasta principios del XVIII.
En 1704 la diócesis tenía 41 parroquias, pero se reorganizaron en el siglo XVIII, hasta tener 24 parroquias en 1800: desde entonces los cambios han sido mínimos y se ha conservado el número de 24 parroquias hasta la actualidad.
Fue el obispo John Derry quien erigió el seminario diocesano de Loughrea. En 1897 el obispo John Healy colocó la primera piedra de la nueva catedral de Loughrea. Posteriormente, el seminario cambió de ubicación varias veces: se trasladó a Cartron, luego a Esker, y desde 1924 ha estado en Garbally Park.
Desde el 11 de febrero de 2022 la diócesis está unida in persona episcopi a la diócesis de Galway y Kilmacduagh.

## Estadísticas
Según el Anuario Pontificio 2024 la diócesis tenía a fines de 2023 un total de 38 300 fieles bautizados.
| Año                                                                             | Población | Población | Población      | Sacerdotes | Sacerdotes | Sacerdotes | Católicos por sacerdote | Diáconos permanentes | Religiosos | Religiosos | Parroquias y cuasiparroquias |
| Año                                                                             | Católicos | Total     | % de católicos | Total      | Diocesanos | Regulares  | Católicos por sacerdote | Diáconos permanentes | Masculinos | Femeninos  | Parroquias y cuasiparroquias |
| ------------------------------------------------------------------------------- | --------- | --------- | -------------- | ---------- | ---------- | ---------- | ----------------------- | -------------------- | ---------- | ---------- | ---------------------------- |
| 1950                                                                            | 38 393    | 38 796    | 99.0           | 92         | 56         | 36         | 417                     |                      | 47         | 133        | 24                           |
| 1970                                                                            | 34 160    | 34 613    | 98.7           | 77         | 59         | 18         | 443                     |                      | 35         | 176        | 24                           |
| 1980                                                                            | 33 448    | 33 848    | 98.8           | 81         | 56         | 25         | 412                     |                      | 34         | 160        | 24                           |
| 1990                                                                            | 32 750    | 33 000    | 99.2           | 90         | 64         | 26         | 363                     |                      | 26         | 146        | 24                           |
| 2000                                                                            | 32 200    | 32 600    | 98.8           | 87         | 59         | 28         | 370                     |                      | 31         | 128        | 24                           |
| 2003                                                                            | 34 800    | 35 300    | 98.6           | 81         | 55         | 26         | 429                     |                      | 29         | 118        | 24                           |
| 2006                                                                            | 35 200    | 35 700    | 98.6           | 72         | 48         | 24         | 488                     |                      | 27         | 104        | 24                           |
| 2013                                                                            | 35 400    | 35 900    | 98.6           | 60         | 41         | 19         | 590                     |                      | 25         | 100        | 24                           |
| 2016                                                                            | 37 200    | 40 900    | 91.0           | 61         | 43         | 18         | 609                     |                      | 20         | 81         | 24                           |
| 2019                                                                            | 37 300    | 40 250    | 92.7           | 56         | 38         | 18         | 666                     |                      | 20         | 78         | 24                           |
| 2021                                                                            | 37 865    | 40 860    | 92.7           | 53         | 32         | 21         | 714                     |                      | 22         | 61         | 24                           |
| 2023                                                                            | 38 300    | 41 300    | 92.7           | 47         | 31         | 16         | 814                     |                      | 17         | 52         | 24                           |
| Fuente: Catholic-Hierarchy, que a su vez toma los datos del Anuario Pontificio. |           |           |                |            |            |            |                         |                      |            |            |                              |

## Episcopologio
- San Brandán † (558-16 de mayo de 577 falleció)
- Moena o Moinenn † (fines del siglo VI)
- San Fintan Corach † (mencionado en 600 circa)
- San Senach Garbh † (?-620 falleció)
- San Colman † (620-620 falleció)
- Comin Foda † (?-12 de noviembre de 662 falleció)
- Cenn Fáelad † (?-807 falleció)
- Laithbertach mac Óengusso † (?-822 falleció)
- Rutmel † (?-825 falleció)
- Cathal MacCormac † (?-861 falleció)
- Cormac MacAidan † (?-921 falleció)
- Ciaran O'Gabhla † (?-951 falleció)
- Cathal mac Cormaic † (?-963 falleció)
- Gilla MacAiblan O'Hannicada † (?-1166 falleció)
- Cealachan O'Darmody † (mencionado en 1170)
- Peter O'Moordhai, O.Cist. † (1171-27 de diciembre de 1171 falleció)
- Maelisa MacAward † (?-1173 falleció)
- Maelcallan MacAdam O'Clericen † (1173?-1186 falleció)
- Muircheartagh O'Maoiluidher † (?-1187 falleció)
- Donald O'Finn † (?-1195 falleció)
- Muircheartagh O'Cormacain † (?-1202 falleció)
- Thomas † (?-circa 1248 falleció)
- Cormac O'Lumhain † (después del 27 de mayo de 1249-1259 falleció)
- Thomas O'Kelly I  † (1259-después del 6 de enero de 1264 falleció)
- Giovanni † (1266-2 de octubre de 1295 nombrado arzobispo de Benevento)
- Robert, O.S.B. † (2 de enero de 1296-1307 falleció)
- Gregory O'Brogy † (1308-1319 falleció)
- Robert Lepetit, O.F.M. † (10 de febrero de 1319-1321 depuesto)
- John O'Lean † (6 de agosto de 1322-7 de abril de 1336 falleció)
- Thomas O'Kelly II  † (antes del 14 de octubre de 1347-circa 1377 falleció)
- Maurice O'Kelly † (6 de marzo de 1378-27 de enero de 1393 nombrado arzobispo de Tuam)
- William O'Cormacan † (27 de enero de 1393-? renunció)
- David Korry, O.F.M. † (20 de marzo de 1398-? renunció)
- Henry † (6 de septiembre de 1399-1405 nombrado obispo de Kilmacduagh)
- Thomas O'Kelly III, O.P. † (11 de marzo de 1405-15 de junio de 1438 nombrado arzobispo de Tuam)
- John O'Heyne, O.F.M. † (19 de julio de 1438-1442)
- Thomas de Burgo † (1442-1446 falleció)
- Cornelius O'Mulalayd, O.F.M. † (22 de mayo de 1447-30 de junio de 1448 nombrado obispo de Emly)
- Cornelius O'Cuonlis, O.F.M. † (30 de junio de 1448-? renunció)
- Matthew MacCraith † (22 de junio de 1463-1507 falleció)
- David de Burgo (Burke) † (5 de julio de 1508-1509 falleció)
- Denis O'Moore, O.P. † (7 de noviembre de 1509-1534 falleció)
- Roland de Burgo (Burke) † (18 de mayo de 1534-20 de junio de 1580 falleció)
- Thady O'Farrell (MacEoga) † (8 de junio de 1587-1602 falleció)
  - Sede vacante (1602-1641)
- John De Burgo † (16 de septiembre de 1641-11 de marzo de 1647 nombrado arzobispo de Tuam)
- Walter Lynch † (11 de marzo de 1647-1664 falleció)
  - Sede vacante (1664-1671)
- Thady Keogh, O.P. † (13 de julio de 1671-1687 falleció)
  - Sede vacante (1687-1695)
- Maurice Donnellane † (14 de noviembre de 1695-circa 1701 falleció)
  - Sede vacante (1701-1711)
- Ambrose O'Madden † (28 de agosto de 1711-julio de 1715 falleció)
  - Sede vacante (1715-1718)
- Edmund Kelly † (12 de febrero de 1718-1733 falleció)
- Peter O'Donnellan † (11 de agosto de 1733-7 de mayo de 1778 falleció)
- Andrew Donnellan † (7 de mayo de 1778 por sucesión-6 de julio de 1786 falleció)
- Thomas Costello † (6 de julio de 1786 por sucesión-8 de octubre de 1831 falleció)
- Thomas Coen † (9 de octubre de 1831 por sucesión-25 de abril de 1847 falleció)
- John Derry † (9 de julio de 1847-28 de junio de 1870 falleció)
- Patrick Duggan † (2 de octubre de 1871-2 de noviembre de 1896 falleció)
- John Healy † (2 de noviembre de 1896 por sucesión-13 de febrero de 1903 nombrado arzobispo de Tuam)
- Thomas O'Dea † (16 de junio de 1903-29 de abril de 1909 nombrado obispo de Galway y Kilmacduagh)
- Thomas Patrick Gilmartin † (18 de diciembre de 1909-10 de julio de 1918 nombrado arzobispo de Tuam)
- Thomas O'Doherty † (3 de julio de 1919-13 de julio de 1923 nombrado obispo de Galway y Kilmacduagh)
- John Dignan † (24 de marzo de 1924-12 de abril de 1953 falleció)
- William J. Philbin † (22 de diciembre de 1953-5 de junio de 1962 nombrado obispo de Down y Connor)
- Thomas Ryan † (9 de mayo de 1963-1 de mayo de 1982 renunció)
- Joseph Cassidy † (1 de mayo de 1982 por sucesión-22 de agosto de 1987 nombrado arzobispo de Tuam)
- John Kirby (18 de febrero de 1988-16 de julio de 2019 retirado)
- Michael Gerard Duignan, desde el 16 de julio de 2019